# Time-Line
Time-Line was het laatste muziekalbum van Renaissance voordat de band ter ziele ging. De muziek heeft nauwelijks nog iets te maken met de band die progressieve rock speelde in de jaren 70. Het typisch jaren 80-rock met dun klinkende synthesizers en strakke ritmen. De fans van het originele Renaissance zagen nog enkele lichtpuntjes, maar de meesten lieten dit album links liggen. De voormalige tekstschrijfster van de band Betty Thatcher – Newsinger schreef nog dat dit album in geen enkele verzameling van Renaissance-elpees mocht ontbreken, maar er was geen houden meer aan. Dunford gaf het stokje als leider van de band over aan Jon Camp, maar het mocht niet meer baten. Op sommige tracks kan gezegd worden dat de stem van Annie Haslam tegen vals aan zit. Alleen in “The Entertainer” haalde zij haar oude niveau. Zij probeerde langzaam een solocarrière van de grond te krijgen, maar ook dat mislukte. Na dit in 1983 verschenen studioalbum kwamen nog tal van albums onder de naam Renaissance of variaties daarvan uit, totdat er een weer eens een reünie was. Jon noemde het album ooit het beste dat de band ooit gemaakt had.

## Musici
- Annie Haslam - zang
- Jon Camp – zang, basgitaar, gitaar
- Michael Dunford - gitaar, zang

met aanvulling van:
- Peter Gosling, Nick Magnus, Eddie Hardin – toetsinstrumenten
- Peter Barron, Ian Mosley - slagwerk
- Bimbo Acock - saxofoon
- Dave Thomson - trompet

Magnus en Mosley zaten toen in de band van Steve Hackett, die in die tijd samenwerkte met geluidstechnicus John Acock, die ook bij Time-Line achter de knoppen zat. Hij wees Renaissance op Magnus en Mosley; Renaissance bestond alleen uit zangeres, gitarist en toetsenist. 

## Composities
Allen van Camp-Dunford, behalve waar vermeld
1. "Flight" — 4:09 (leadzang: Haslam en Camp)
2. "Missing Persons" (Camp) — 3:36
3. "Chagrin Boulevard" — 4:23 (leadzang : Haslam en Jon)
4. "Richard IX" (Camp) — 3:40
5. "The Entertainer" — 4:45
6. "Electric Avenue" — 4:57 (leadzang: Haslam en Jon)
7. "Majik" - 3:10
8. "Distant Horizons" (Camp) — 3:58
9. "Orient Express" (Camp) — 3:55
10. "Auto-Tech" — 5:21 (leadzang Camp)

Het eerstvolgende album verscheen onder de artiestennaam Michael Dunford's Renaissance.
Studio: Renaissance (1969) · Illusion (1971) · Prologue (1972) · Ashes Are Burning (1973) · Turn of the Cards (1974) · Scheherazade and other stories (1975) · Novella (1977) · A Song for All Seasons (1978) · In the Beginning (1978) · Azure d'Or (1979) · Camera Camera (1981) · Time-Line (1983) · Tuscany (2000) · The Mystic and The Muse (ep) (2010) · Grandine il Vento (2012)
Annie Haslams Renaissance: Blessing in Disguise  (1994)
Michael Dunford's Renaissance: The Other Woman  (1994) · Ocean Gypsy (1997)
Live: Live at Carnegie Hall (1976) · Renaissance Live at the Royal Albert Hall (1977) · BBC Sessions (1999) · Day of the Dreamer (2000) · Renaissance Unplugged (2000) · In the Land of the Rising Sun (2002) · Dreams and Omens (2008) · Renaissance DeLane Lea Studios 1973 (2015) · A symphonic journey (2018)
Compilatie: Tales of 1001 Nights (Parts 1 and 2) (1990) · Da Capo (1995) · Songs from Renaissance Days (1997) · Live & Direct (2002)